# Marisa Sánchez
Marisa Sánchez Echaurren (Ezcaray, 27 de enero de 1933-Logroño, 19 de agosto de 2018) fue una cocinera, gastrónoma y empresaria española. En 1987, recibió el Premio Nacional de Gastronomía al Mejor Jefe de Cocina, otorgado por la Real Academia de Gastronomía. En 2008, fue condecorada con la Medalla al Mérito en el Trabajo. En 2012, el Gobierno de La Rioja le concedió la distinción de Riojana Ilustre.

## Biografía
Marisa Sánchez lideró la cuarta generación de la familia restauradora propietaria del hoy día conocido como Echaurren Hotel Gastronómico. Según el archivo parroquial de Ezcaray, ya en 1698 se ubicaba frente a la iglesia un mesón que ofrecía hospedaje y caballerizas. En 1861, Pedro Echaurren y Andrea García, tíos abuelos de Marisa, adquirieron la venta y la transformaron en el Hostal Echaurren. 
Aprendió la ciencia y el arte de los fogones junto a su tía abuela y maestra de Ezcaray, Andrea García, su tía Cristina García y su madre, Julia García, quienes incidieron en el valor del tiempo en la cocina. Debido a un contratiempo de salud en la familia, con 15 años vivió su bautismo profesional al ocuparse sola de la organización y ejecución de una boda que contaba con ochenta y cinco invitados. Desde ese momento, formaría parte del desarrollo del negocio. En 1957, tomó las riendas del negocio junto a Félix Paniego, con quien había contraído matrimonio ese mismo año. 
Marisa Sánchez y Félix Paniego lograron que la cocina tradicional de Echaurren fuera reconocida en todo el país gracias al uso de productos del terruño riojano y al perfeccionamiento del recetario local. Entre sus platos más célebres es adalid la croqueta, vanagloriada por público y crítica, pero también otras preparaciones como el rape con almejas, la sopa de pescado del Echaurren, las pochas a la riojana con fritada de tomate, las albóndigas de la abuela, la merluza a la romana, las patitas de cordero o los callos con morros de ternera.
Su labor comenzó a ser reconocida por la crítica y por las instituciones en la década de los ochenta. Los primeros en incluir a Marisa Sánchez en el mapa gastronómico de la crítica fueron Xavier Domingo y Rafael Ansón, hecho que su hijo Francis atestiguaría años después a Las Provincias: “Entraron y se la encontraron rodeada de chiquillos, de mí y de mis hermanos, y ella diciéndonos que moviéramos tal cucharón, que cuidáramos tal fuego…. ¡se quedaron admirados!” Entre sus muchos reconocimientos, destacan el Premio Nacional de Gastronomía al Mejor Jefe de Cocina (1987), la Medalla al Mérito en el Trabajo (2008) y el título de Riojana Ilustre (2012). El último homenaje que recibió en vida tuvo lugar en el marco del encuentro riojano Conversaciones Heladas en mayo de 2018.
También a finales de los ochenta, sus hijos Marisa, José Félix, Luis Ángel, Marta y Francis fueron incorporándose al negocio familiar. De la mano de la quinta generación, Echaurren se mantiene como uno de los mejores representantes de la evolución de la gastronomía española gracias a su equilibrio entre la tradición revisitada y la creatividad contemporánea. El hotel gastronómico forma parte de la red Relais & Châteaux, ostenta tres soles Repsol y dos estrellas Michelin. El establecimiento es hoy día regentado por Marisa Paniego, José Félix Paniego (nominado a Premio Nacional de Gastronomía Mejor Director de Sala 2017) y Francis Paniego (Premio Nacional de Gastronomía Mejor Jefe de Cocina 2011), junto a otros componentes de la familia, entre ellos nietos que conforman ya la sexta generación de la saga familiar.

## Libros
- Echaurren: el sabor de la memoria (2008) Sánchez, Marisa y Paniego, Francis. Publicado por Montagud Editores S.A. ISBN 9788472121393.
- La cocina del vino y los cinco sentidos: tradición y modernidad (1939) Sánchez, Marisa y Paniego, Francis. Publicado por Editorial Ochoa. ISBN: 9788473595131

## Distinciones
- Mención especial en la categoría Mejor Restaurante de Hostal del Premio Nacional de Gastronomía (1982), concedido por la Real Academia de Gastronomía.[3]
- Premio Nacional de Gastronomía al Mejor Jefe de Cocina (1987), concedido por la Real Academia de Gastronomía.
- Medalla al Mérito en el Trabajo (2008), por el Consejo de Ministros y el Ministerio de Empleo y Seguridad Social
- Riojana Ilustre (2012), por el Gobierno de La Rioja[4]